# Fabrique d'orgues Martti Porthan
La fabrique d'orgues Martti Porthan est une manufacture d'orgues fondée en 1986 à Tervakoski (fi) dans la commune de Janakkala en Finlande.

## Orgues fabriqués par Martti Porthan
- 1989 Église d'Urjala,
- 1991 Cathédrale de Savonlinna,
- 1993 Église de Janakkala,
- 1994 Église médiévale d'Hollola,
- 1995 Église finlandaise de Stockholm,
- 1996 Académie Sibelius,
- 1998 Église de Kotka,
- 2000 Église de Vähäkyrö[1],
- 2003 Église du Bon Pasteur,
- 2004 Chapelle de Länsi-Pasila (fi),
- 2005 Église Saint-Paul d'Helsinki,
- 2006 Orgues de l'université des sciences appliquées d'Oulu,
- 2010 Église de Pori-Ouest[2],
- 2011 Église de Pispala (fi)[2],
- 2014 Église de Lappee.

## Orgues restaurés par Martti Porthan
- 1998 Cathédrale de Lapua,
- 2004 Église de Luopioinen (fi),
- 2011 Orgue de la salle Organo de la maison de la musique d'Helsinki.